# Alignement du Pilier
L'alignement du Pilier ou alignement du Breuil de la Herse est un alignement mégalithique situé dans la forêt du Gâvre, en Loire-Atlantique (France), découvert en 1976 et étudié seulement depuis 2006.
À ce jour, environ 120 blocs de pierre ont été recensés, disposées sur plus d’un kilomètre en longueur, de sorte qu'il s'agit d'un des plus longs alignements en Europe. 

## Localisation
L'alignement du Pilier est situé dans la partie nord de la forêt du Gâvre (au nord de la RD 2 qui relie les bourgs de Vay et de Plessé), non loin d'un carrefour d'allées forestières, le carrefour du Pilier, point de rencontre de l'allée des Malnoës et de plusieurs autres, notamment l'allée du Pilier et l'allée du Breuil de la Herse.

## Historique de la découverte de l'alignement

### Signalement (1976)
En 1976, la DRAC diligente un pré-inventaire des sites archéologiques préhistoriques encore non connus dans son ressort. Pour les environs de Blain, le travail est confié  à un historien local, Jack Hurtaud, qui reçoit au Gâvre le témoignage d'une habitante de la commune, Mme Coué, sur quelques blocs de pierre en ligne dans la forêt. Son rapport provoque une visite sur place du directeur des Antiquités préhistoriques, qui refuse de les identifier comme anthropiques. 
Jack Hurtaud transmet cependant les documents qu'il a réunis à la Société polymathique du Morbihan et un court article est publié en 1978 dans le bulletin de cette société. Cet article d'à peine une page, « Découverte d'un étrange alignement en forêt du Gâvre », admet qu'il s'agit d'une construction d'origine humaine, mais insiste surtout sur la présence d'une activité sidérurgique protohistorique en forêt du Gâvre et dit peu de choses sur l'alignement lui-même. 

### Reconnaissance du caractère anthropique de l'alignement (2006-2007)
Ce n'est qu'une trentaine d'années plus tard que les choses évoluent. En avril 2006, une nouvelle visite a lieu à la demande de la DRAC (Serge Cassen, CNRS/LARA, université de Nantes), puis deux autres en 2007. La dimension de la file de pierres, qui s'étend de part et d'autre des blocs repérés en 1976, est alors constatée et son caractère anthropique attesté,. 
Une opération de reconnaissance, de nettoyage et de relevés a lieu en 2008. 
En 2009 est lancée une opération de prospection thématique, associant des archéologues et des membres de l'association du Musée Benoît au sein d'un « pôle archéologique », dans le but de mieux connaître le patrimoine archéologique du secteur (cantons de Blain, Guémené-Penfao, Saint-Nicolas-de-Redon et commune de Séverac), notamment en ce qui concerne l'origine des pierres de l'alignement. 
Cette opération aboutit au repérage de nouvelles pierres de l'alignement, ainsi que d'une « anomalie topographique » de 15 mètres de large parallèle à une des files. Sont aussi découverts deux autres groupes de blocs rocheux dans la forêt (au sud et au nord-ouest) et deux tombes mégalithiques près du village du Haut-Luc, au nord-est de la commune du Gâvre.

### Première opération de datation
Une opération de datation qui a lieu avant 2013, en utilisant la datation au carbone 14 pour des éléments végétaux carbonisés trouvés sous deux des stèles et la datation par luminescence stimulée optiquement (LSO, en anglais OSL) pour des éléments minéraux, donne les résultats suivants : 
« Encadré par une date radiocarbone sur charbon présentant d’excellentes garanties, en provenance de la fosse voisine N6A [1750-1630] av. J.-C., la date OSL opérée sur les sédiments comblant la fosse du monolithe N15 renvoie elle aussi au Bronze ancien [2040-1680] av. J.-C. Cette date est, notons-le, conforme à l’occupation secondaire du tumulus peu éloigné du Château-Bû (Saint-Just) sur lequel des stèles en quartz blanc furent dressées au Bronze ancien »

## Description
Entièrement situé dans la forêt, l'alignement est constitué d'environ 120 blocs, principalement de quartz laiteux et de quartzite, marginalement[pas clair] de schiste gris-vert zébré de filons de quartz blanc. Ces blocs ont une masse de 600 kg au maximum.
Le caractère anthropique du site est attesté par la nature des blocs qui est différente de celle du substrat rocheux de la forêt, ainsi que par l’implantation des blocs dans des fosses de fondation,.
Les blocs sont disposés selon un axe nord-ouest/sud-est composé de deux parties : 
- à l'ouest (vers Plessé), une première file de 400 m de longueur (azimut 106°) ;
- à l'est (vers Vay), deux files parallèles de 500 m (azimut 112°), auxquelles s'ajoutent trois files secondaires disposées perpendiculairement[14] composées de 9 blocs supplémentaires[1].

L'ensemble constitue l'un des alignements les plus longs d'Europe.

## Accès au site
Le site est accessible à partir du rond-point du Pilier, et de l'allée forestière du Breuil de la Herse, entre les parcelles 34 et 37.
Des visites guidées sont organisées de temps à autre par le musée du Gâvre (Musée Benoît-Maison de la Forêt), situé dans la maison Benoît (2, route de Conquereuil).